# Ol'ga Sidorova
Ol'ga Šarkova-Sidorova (in russo Ольга Шаркова-Сидорова?; Samara, 5 maggio 1968) è un'ex schermitrice russa, vincitrice di due medaglie d'argento ai campionati mondiali di scherma.

## Palmarès
In carriera ha conseguito i seguenti risultati:
- Mondiali di scherma

Lione 1990: argento nel fioretto a squadre.
Budapest 1991: argento nel fioretto a squadre.
- Europei di scherma

Funchal 2000: oro nel fioretto a squadre.